# Ruine Pieterlen
Die Ruine Pieterlen ist eine abgegangene hochmittelalterliche Niederungsburg in der Gemeinde Pieterlen im Kanton Bern aus dem 10. Jahrhundert. 

## Lage und Beschreibung
Heute sind nur noch der Burghügel und Teile des Burggrabens sichtbar. Sie befinden sich westlich der Kirche Pieterlen. Die Anlage wurde auf der Schotterterrasse einer Grundmoräne des Rhonegletschers erbaut.
Der von Menschenhand geschaffene Burghügel wurde von drei Seiten durch einen Burggraben geschützt und folgte dem Lauf einer natürlichen Runse. Ein naher Bach wurde umgeleitet und durch den Graben geführt.
Die Burg bestand aus Erdwällen und Holzpalisaden.

## Geschichte
Ein in unmittelbarer Nähe gefundenes Gräberfeld aus dem 5. bis 10. Jahrhundert beweist, dass der Ort schon lange besiedelt war. Die Kirche muss bereits vor dem Bau der Burg errichtet worden sein. 
Die Burg war zwischen dem 10. und 13. Jahrhundert Stammsitz des Adelsgeschlechts der von Pieterlen.
Heute stehen die Ruine und die Kirche unter Denkmalschutz.